# 佐久間盛重 (久六)
佐久間 盛重（さくま もりしげ、生年不明 - 天文8年（1539年））は、戦国時代の武将。織田家の家臣。佐久間氏の一族。佐久間盛通の四男。兄に佐久間盛明（長男）、佐久間盛経（次男）、佐久間信晴（三男）。名乗りを「朝次」とする史料もある。通称は久六。
織田信秀に仕えた。佐久間盛次の父で、佐久間盛政らの祖父。

## 系譜
```
　　 
佐久間盛通

　　　　 ┣━━━━━━┓
　  　　
盛重 (久六)
  
盛経

　　　　 ┃　　　　　　┃
　　　　
盛次
　　　　　
盛重（大学允）
　　　　　　　　
熊田資利

　 ┏━━┫　　┏━━━┫　　　　　　　　　　　　┏━━┫
　
勝之
　
盛政
  女子　　女子　
新庄直頼
　
中川清秀
　女子　資勝
　 ┃　　┗┳━┛　　　┗━┳━┛　　　　┗━┳━┛　　┃
　 ┃　　　┃　　　　　　　∥　　　　　　　　┃　　　　┃
　 ┃　　 
虎姫
　－－－＞　虎姫　　　　　　　
秀成
　　　資政
　 ┃　　　　　　　　　　　┗━━━━┳━━━┛　　　　┃
　 ┃　　　　　　　　　　　　┏━━━┻┓　　　　　　　┃
　女 子　　　　　　　　　　 
久盛
　内記勝成（佐久間）　 ┃
　 ┃┃　　　　　　　　　　　　　　　　┃　　　　　　　┃
　 ┃┗━━━━━━━━━━━━━━━━┛　　　　中川隼人正（資重）
　 ┗━━┳━━━━━━━━━━━━━━━━━━━━━━┛
　 ┏━━┻━━┓
　資弘　　佐久間平兵衛
　 ┃　　　　　∥
　資則　－＞　資則
```